# STS-127
STS-127は、2009年7月にスペースシャトルエンデバーによって行われた国際宇宙ステーション(ISS)組み立てミッション(2J/A)である。スペースシャトルにとって127回目の飛行で、エンデバーにとって23回目の飛行となった。

## ミッション内容
エンデバーは、アメリカ東部夏時間7月15日18時3分（日本時間7月16日7時3分）にケネディ宇宙センターから打ち上げられた。そして7月17日13時47分（日本時間7月18日2時47分）、ISSとのドッキングに成功した。
エンデバーの乗組員7人がISSに乗り移った時点で、若田光一飛行士ら長期滞在員と合わせてISSとしては過去最多の13人がステーションに滞在することになった。
STS-123、STS-124で取り付けられたきぼう日本実験棟に船外実験プラットフォーム(EF)と船外パレットを取り付け、きぼうを完成させた。また、アメリカ側ペイロードとして曝露機器輸送用キャリア（Integrated Cargo Carrier-Vertical Light Deployable: ICC-VLD）も同時にISSへ運搬され、P6トラスの6基バッテリーORUの交換や予備の曝露機器のISSへの保管などが行われた。約14日間の飛行中、計5回の船外活動が行われた。エンデバーは7月28日13時26分（日本時間7月29日2時26分）、ISSとのドッキングを解除し、耐熱システムや飛行制御システムなどの最終点検にて問題のないことを確認。7月31日10時48分（日本時間23時48分）、フロリダ州のケネディ宇宙センターの15番滑走路に着陸し、無事帰還した。
STS-119でISSに飛行し、JAXA飛行士としては初めての約3ヶ月間のISS長期滞在ミッションを終える若田光一が6月中にこの便で帰還する予定だったが、打ち上げ延期により帰還も遅れる事となった。最終的に若田光一宇宙飛行士の宇宙滞在日数は137日15時間05分となり、日本人の宇宙滞在最長記録を更新した。

## 相次いだ延期
当初は2009年5月に打ち上げ予定されていたが、外部燃料タンクから蒸発した水素ガスを排出する部分から水素ガス漏れが生じたため、2009年6月17日に延期された。その後修理した同じ箇所から再び水素ガスが漏れ出し、2009年7月に延期された。そして天候不良や発射台への落雷のため数度の延期を繰り返した後、最終的に7月15日18時3分（日本時間7月16日7時3分）にケネディ宇宙センターから打ち上げられた。この5回の打ち上げ延期に伴い、外部燃料タンク(ET)に極低温の液体水素の注入を繰り返したため断熱フォームが脆くなり（注：これはNASAが発表した説明ではなく報道によるもの。ET製造工場がハリケーン「カトリーナ」の襲来で被害を受けた時に停電となり、空調管理が出来なかった影響を受けたことが後日報告された）、打ち上げの際に燃料タンクからの断熱材の剥離が確認されたがオービタへの影響はないと確認された。

## きぼう日本実験棟の完成
きぼう日本実験棟は2007年度から3回のスペースシャトルミッションに分けて打ち上げ、組み立てられ、それぞれ (1J/A) (1J) (2J/A) ミッションと呼ばれる。今回はその最終便にあたる(2J/A)ミッションである。
若田光一宇宙飛行士は国際宇宙ステーションの中でロボットアーム（SSRMS）を操作し、7月19日19時29分（日本時間7月20日8時29分）、「きぼう」船外実験プラットフォームを、「きぼう」の船内実験室の側面に取り付けた。そして筑波宇宙センターの管制室から信号が送られ、船外実験プラットフォームの電力系、通信制御系、熱制御系などのサブシステムなどが起動され、きぼうが完成した。7月21日午前9時35分（日本時間7月21日午後11時35分）に日本実験棟船外パレットの船外実験プラットフォームへの取付けが行われ、搭載された船外装置は、「きぼう」ロボットアームにより船外実験プラットフォームに移設された（その後船外パレットはシャトルに回収）。

## 乗組員
- マーク・ポランスキー (3)— 船長
- ダグラス・ハーリー (1)— パイロット
- デヴィッド・ウルフ (4)— ミッションスペシャリスト
- ジュリー・ペイエット (2)— ミッションスペシャリスト
- トーマス・マーシュバーン（英語版） (1)— ミッションスペシャリスト
- クリストファー・キャシディ（英語版） (1)— ミッションスペシャリスト

出発する"第19次長期滞在員"
- ティモシー・コプラ (1)— ミッションスペシャリスト

帰還する"第18-19次長期滞在員"
- 若田光一 (3)— ミッションスペシャリスト — ( 日本，JAXA)

※ かっこ内の数字は、今回を含めたフライト経験数。

## ギャラリー

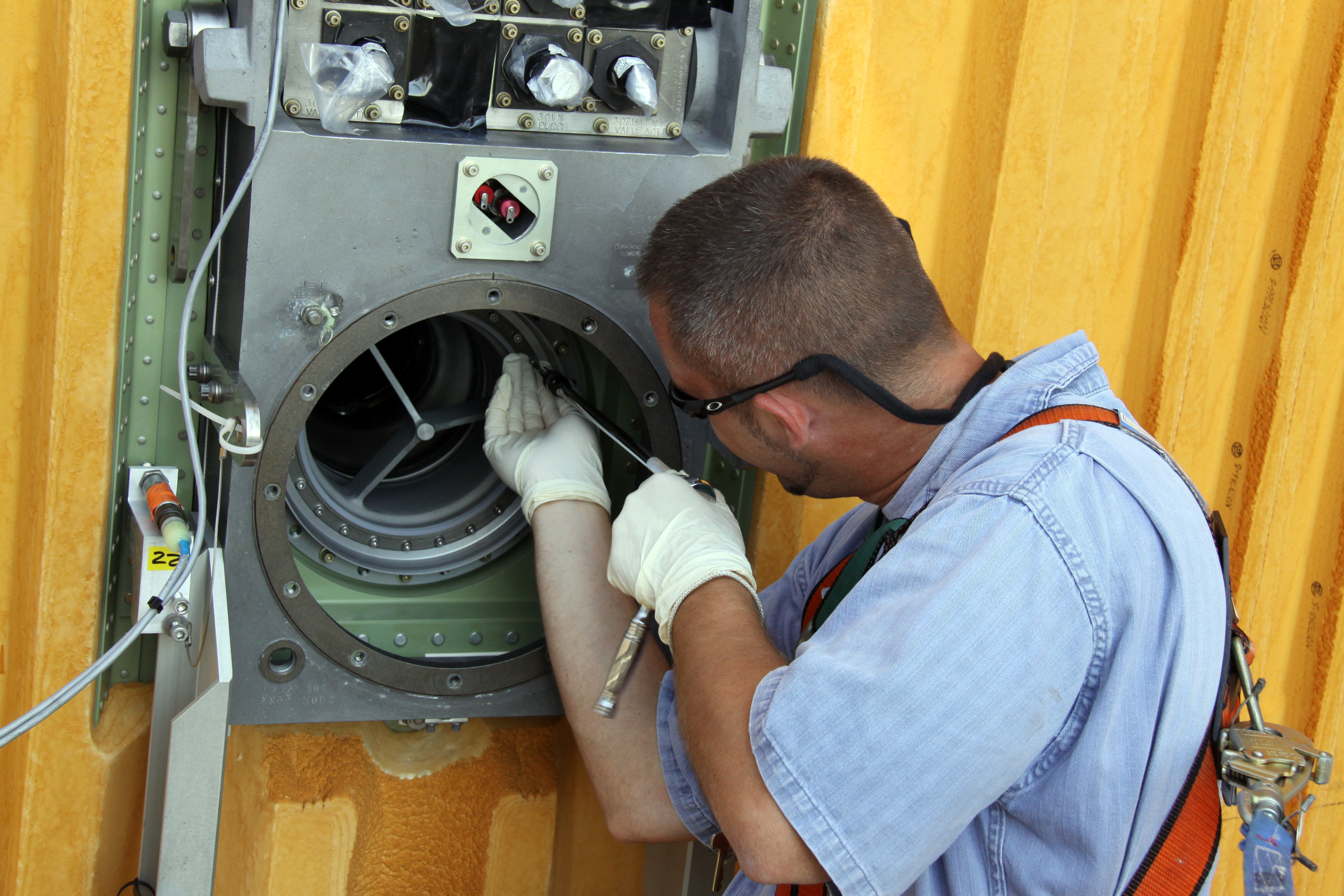
延期の原因となった水素ベントライン
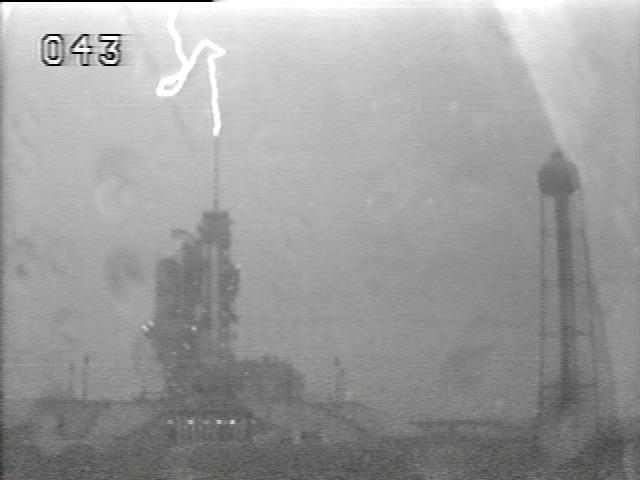
発射台への落雷
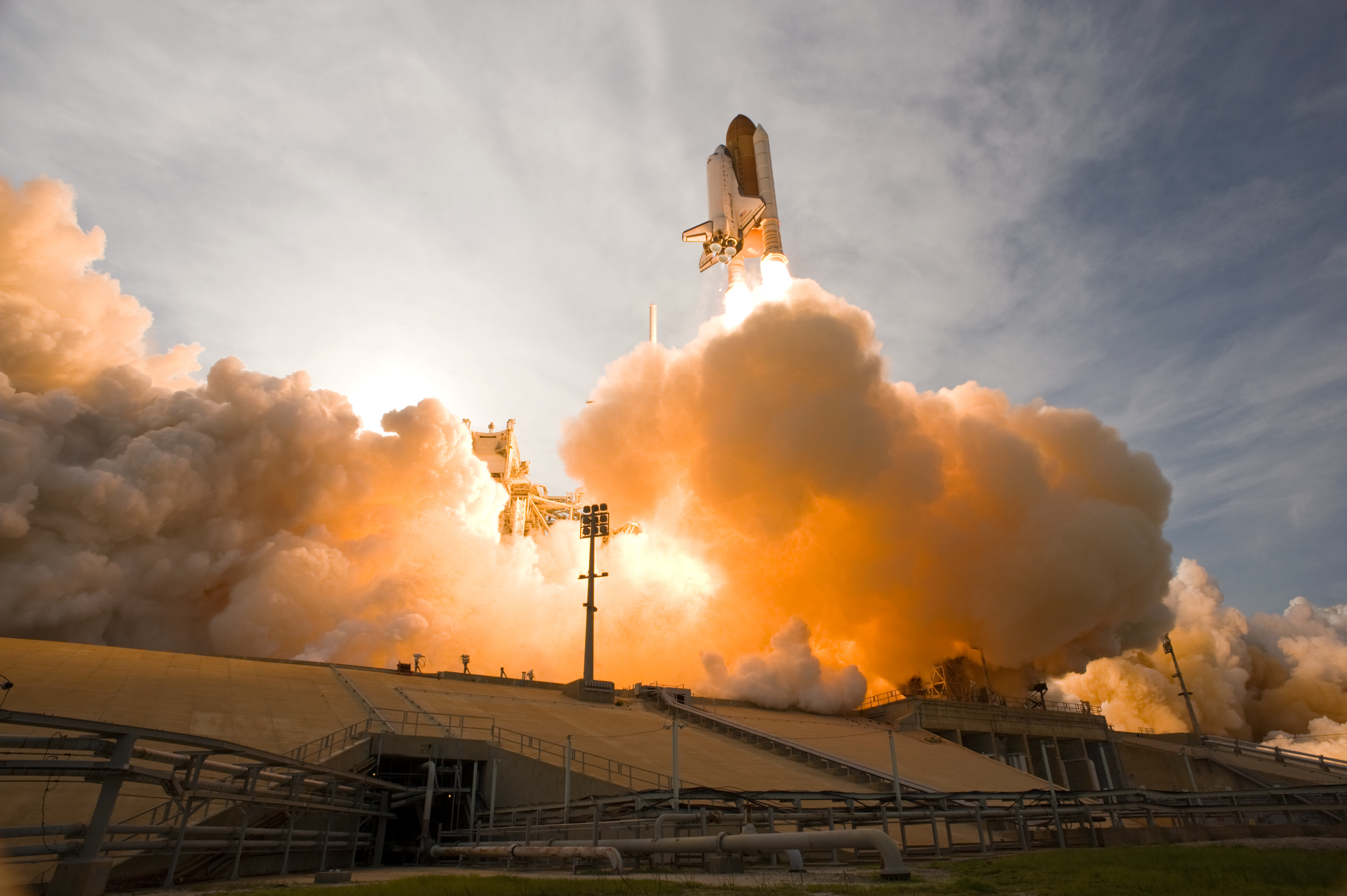
打ち上げ
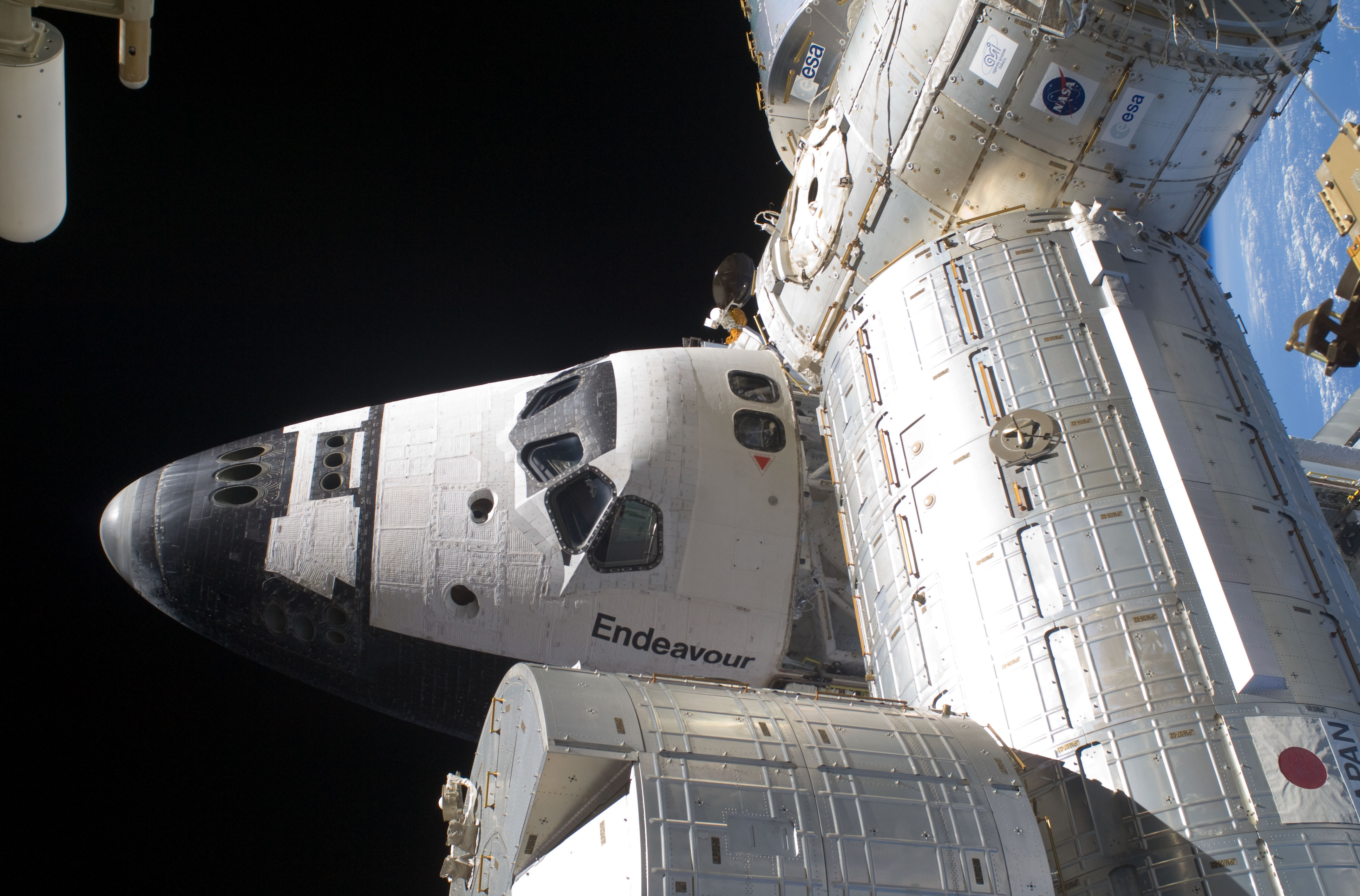
ISSへのドッキング
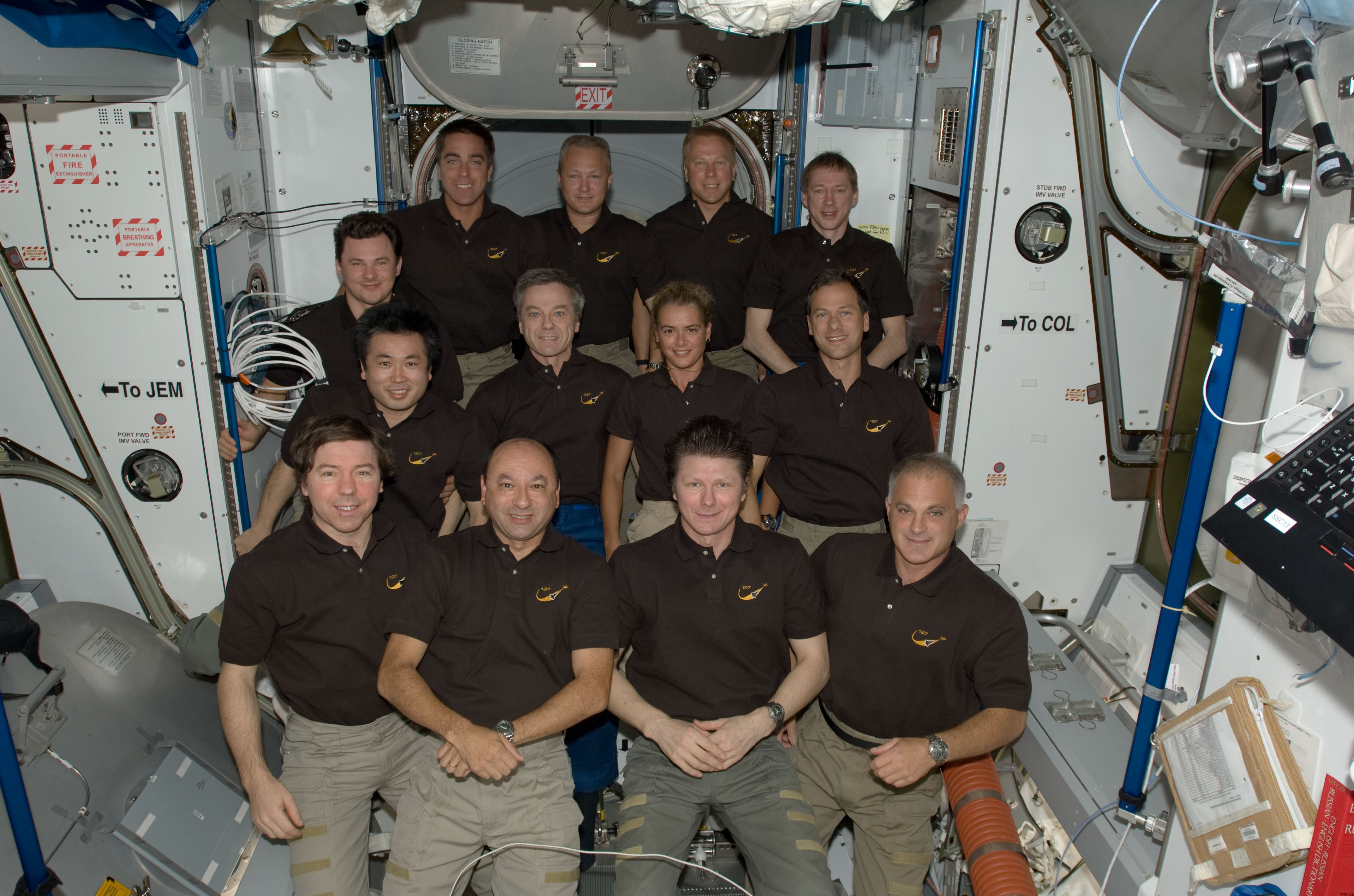
ISSでの集合写真
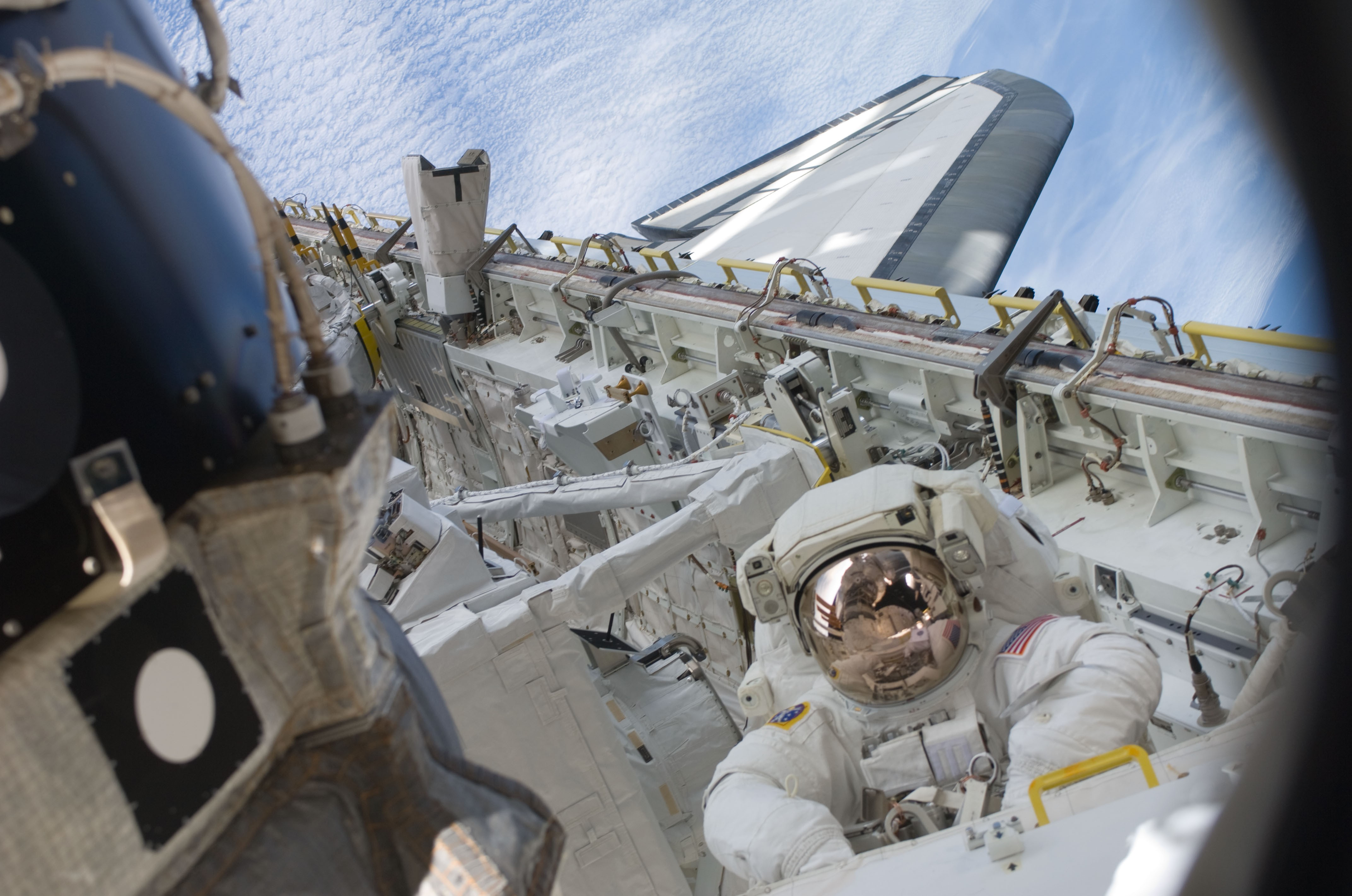
船外活動
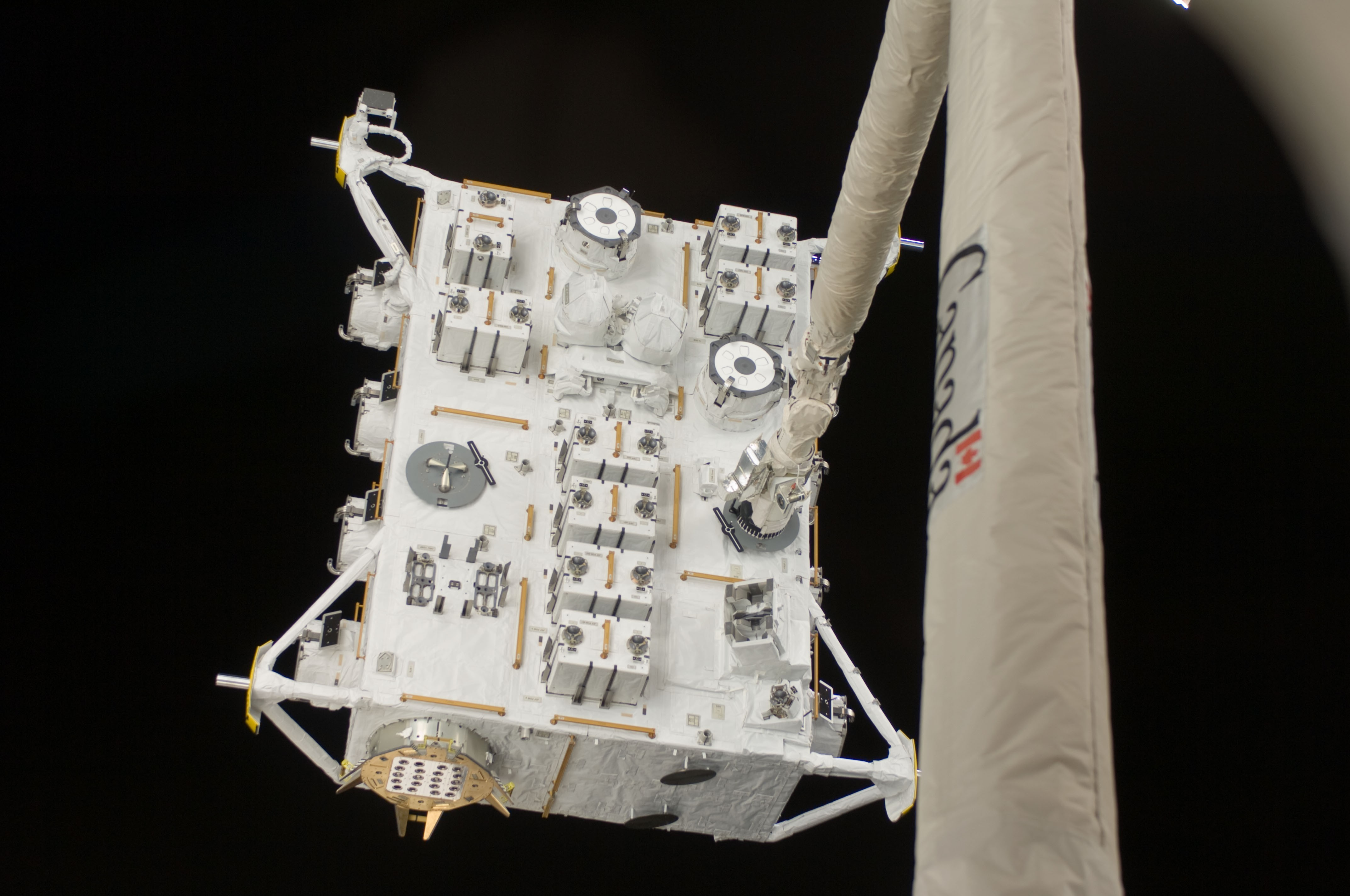
きぼう船外実験プラットフォーム
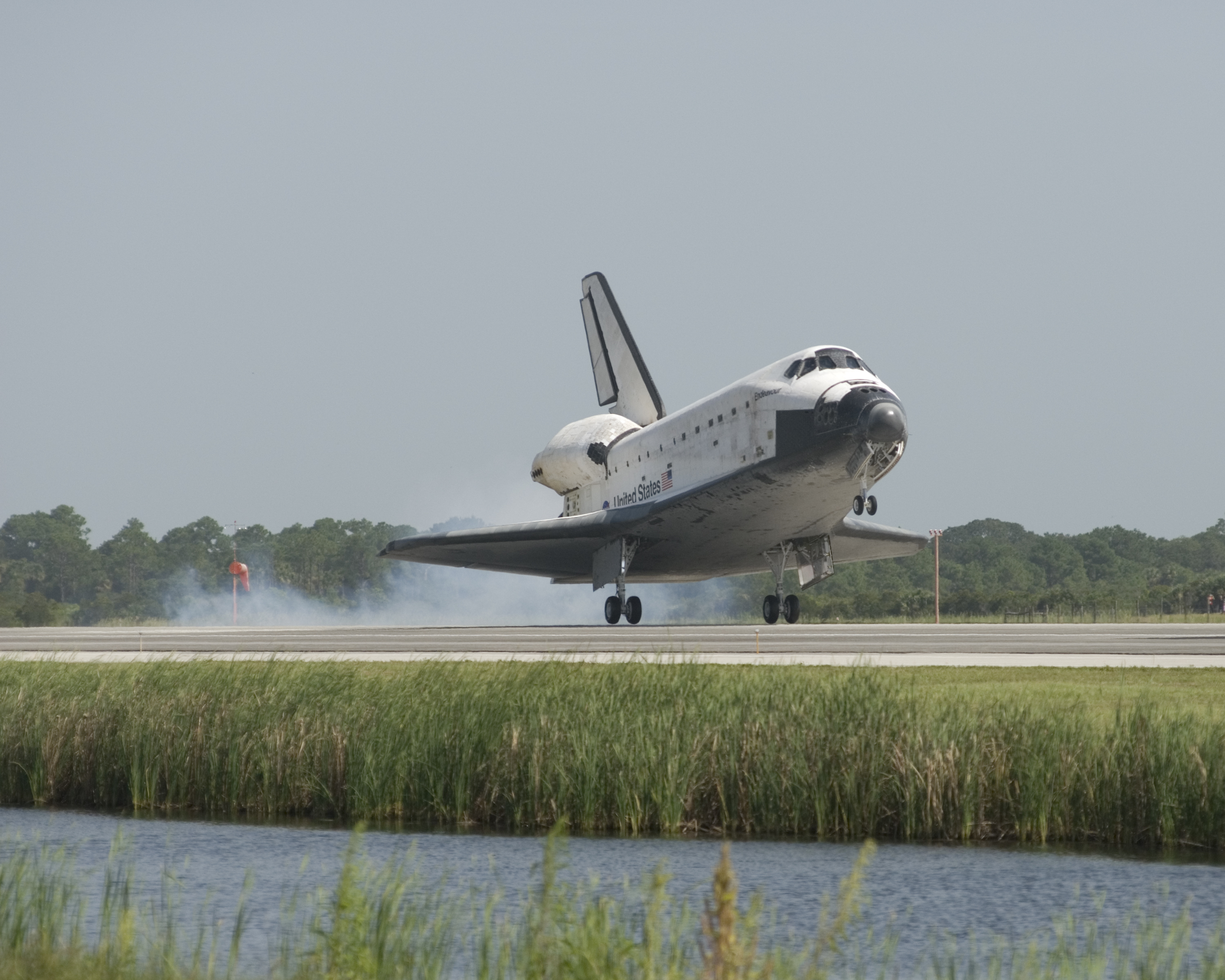
着陸
- 着陸するエンデバー号